# Georges Demenÿ
Georges Emile Joseph Demenÿ (Douai, 12 de junho de 1850 - Paris, 26 de outubro de 1917) foi um fotógrafo e inventor francês de ascendência húngara, considerado o fundador da educação física científica. Era irmão do poeta Paul Demeny.

## Trajetória
Filho de Adéle Vignron e do músico Philippe Joseph Demenÿ, estudou em Douai e Lille antes de se mudar para Paris, onde começou a trabalhar com o fisiologista Étienne-Jules Marey fotografando animais e humanos em movimento.
Em 1891, enquanto trabalhava como assistente de Marey, inventou o fonoscópio e em 1894 o cronógrafo de disco excêntrico, que o tornou um dos precursores do cinema. Com este sistema, ele grava uma série de imagens em que um personagem (o próprio Demenÿ) diz frases simples, como “Vive la France!” ou “je vous aime”. Eles também foram os primeiros a fazer um fisiograma ou pintura de luz, intitulado Pathological Walk From in Front.
Devido às suas dificuldades financeiras, Georges Demenÿ viu-se obrigado a vender os direitos do cronofotógrafo a Léon Gaumont, com quem começou no cinema.
Em 1903 ele fundou em Paris o CSEP (Cour Supérieur d'Education Physique), uma escola de esportes e treinamento médico.

## Obra
- L’Éducation physique en Suède, 1892
- Guide du maître chargé de l'enseignement des exercices physiques dans les écoles publiques et privées, 1900
- Les Bases scientifiques de l’éducation physique, 1902
- Physiologie des professions. Le violoniste, art, mécanisme, hygiène, 1905
- Cours supérieur d'éducation physique, com Jean Philippe e Georges-Auguste Racine, 1905
- Mécanisme et éducation des mouvements, 1904; 1905
- Danses gymnastiques composées pour les établissements d'enseignement primaire et secondaire de jeunes filles, com A. Sandoz, 1908
- Les Origines du cinématographe, 1909
- Science et art du mouvement. Éducation physique de la jeune fille. Éducation et harmonie des mouvements, 1911; 1920
- L’Éducation de l’effort, 1914
- Éducation physique des adolescents. Préparation sportive par la méthode synthétique avec l'art de travailler, 1917